# Spathephilus breviventris
Spathephilus breviventris är en tvåvingeart som först beskrevs av Friedrich Hermann Loew 1873.  Spathephilus breviventris ingår i släktet Spathephilus och familjen kolvflugor. Inga underarter finns listade i Catalogue of Life.